# 木崎国嘉
木崎 国嘉（きざき くによし、1907年2月15日 - 1984年6月17日）とは、日本の医師、教育者、タレント。
実弟は鹿児島大学教養部、立正大学文学部で教授を務めた歴史学者の木崎良平。

## 略歴
大阪府生まれ。1924年（大正13年）大阪府立北野中学校卒業、1928年（昭和3年）大阪高等学校 (旧制)理科を卒業。1932年（昭和7年）京都帝国大学医学部卒業後、同付属病院内科勤務を経て大阪赤十字病院に入り、1969年（昭和44年）まで内科部長を務める。
その頃、テレビ番組11PMの大阪局製作分においてセックスドクター、木崎ドクターとしてレギュラー出演。藤本義一、アンナ・ルーセンとエッチな会話をする医師として人気を博した。また、数本の映画にも医師役で出演。
その後、大手前女子大学の理事及び教授として活躍。また、1971年（昭和46年）には参議院選挙に全国区から自由民主党公認で出馬するが落選。著書は医学専門書以外にも、一般向けの書籍を多く残している。

## 映画出演
- 『ゴー!ゴー!若大将』（1967年） 有馬教授役
- 『W・ブルグハルト教授の性の報告書 黒い血の恐怖』（1968年） 日本語版解説
性病を扱ったセミドキュメンタリー
- 『千夜一夜物語 』（1969年） ヤブ医者役（声の出演）
- 『ヤングおー!おー!日本のジョウシキでーす!』（1973年） 木崎ドクター役

## 出演番組

### テレビ
- 11PM（読売テレビ制作回　セックスドクター）
- 土曜映画劇場（解説者）

### ラジオ
- 7時です!ハイスタート（大阪放送）

## 著作
- 『スポーツの医学』 高島屋出版部 1949年
- 『結核：その本態と治療』 創元社 1955年
- 『長生と若返り』 創元社 1955年
- 『ソヴェトの医学』 創元社 1956年
- 『応急手当』 創元社 1958年
- 『人間ドック』 創元社 1963年
- 『女のあくび：イレブンドクター』 徳間書店 1966年